# Russell Tovey
Russell George Tovey (født 14. november 1981) er en britisk skuespiller, kendt blandt andet for rollen som George Sands i tv-serien Being Human. Han har desuden, blandt andet, medvirket i både teaterstykket The History Boys og i dennes filmversion fra 2006.

## Udvalgt filmografi

### Film
- 2006: The History Boys – Peter Rudge
- 2014: Pride – Tim
- 2016: The Pass – Jason
- 2019: The Good Liar – Steven

### Tv-serier
- 2008–2012: Being Human – George Sands
- 2008: Little Dorrit – John Chivery
- 2010–2013: Him & Her – Steve Marshall
- 2010–2011: Doctor Who Confidential – Fortæller
- 2013–2015: The Job Lot – Karl Lyndhurst
- 2014–2015: Looking – Kevin Matheson
- 2016–2018: Quantico – Harry Doyle